# Search/Retrieve via URL
Search/Retrieve via URL (SRU) ist ein technischer Standard für Suchanfragen (z. B. in Bibliothekskatalogen) in Form von URLs über GET-Requests.

## Geschichte
SRU ist im Rahmen der Initiative Z39.50 International Next Generation (ZING) entstanden, um eine Weiterentwicklung des Z39.50-Protokolls zu schaffen. Die dazugehörigen Techniken basieren auf etablierten Internet-Standards wie URI und XML, die im Gegensatz zu Z39.50 über das Bibliothekswesen hinaus verbreitet sind. Dazu gehören:
- SRW (Search/Retrieve for the Web)
- CQL (Contextual Query Language)
- ZOOM (Z39.50 Object Orientation Model)
- ez3950 und ZeeRex.

Ein Kernbestandteil der ZING-Initiative ist das Search/Retrieve Web Service-Protokoll (SRW), das Z39.50-ähnliche Abfragen über HTTP mittels einfacher HTTP-GET-Anfragen oder über das Protokoll SOAP ermöglicht. Die Anfragen werden in der Retrievalsprache CQL formuliert und die Ergebnisse als XML zurückgeliefert. SRW wurde von der Library of Congress entwickelt und veröffentlicht.
SRU bietet etwas weniger Funktionalität als SRW, dafür kommt es ohne SOAP aus und ist somit deutlich schlanker.

## Beispiel
Im folgenden Beispiel wird eine CQL-Anfrage tit=… AND jhr=… an den Bestand der DNB gestellt. Die Metadaten sollen im Dublin-Core-Format geliefert werden:
GET https://services.dnb.de/sru/dnb?version=1.1&operation=searchRetrieve&query=tit=Zangemann%20AND%20jhr=2021&recordSchema=oai_dc
```
<?xml version="1.0" encoding="UTF-8"?>

<searchRetrieveResponse
 
xmlns=
"http://www.loc.gov/zing/srw/"
><version>
1.1
</version><numberOfRecords>
1
</numberOfRecords><records><record><recordSchema>
oai_dc
</recordSchema><recordPacking>
xml
</recordPacking><recordData><dc
 
xmlns:dnb=
"http://d-nb.de/standards/dnbterms"
 
xmlns:tel=
"http://krait.kb.nl/coop/tel/handbook/telterms.html"
 
xmlns=
"http://www.openarchives.org/OAI/2.0/oai_dc/"
 
xmlns:dc=
"http://purl.org/dc/elements/1.1/"
 
xmlns:xsi=
"http://www.w3.org/2001/XMLSchema-instance"
>

  
<dc:title>
Ada
 
und
 
Zangemann
 
:
 
Ein
 
Märchen
 
über
 
Software,
 
Skateboards
 
und
 
Himbeereis
 
/
 
Matthias
 
Kirschner,
 
Sandra
 
Brandstätter
</dc:title>

  
<dc:creator>
Kirschner,
 
Matthias
 
[Verfasser]
</dc:creator>

  
<dc:creator>
Brandstätter,
 
Sandra
 
[Verfasser]
</dc:creator>

  
<dc:publisher>
Heidelberg
 
:
 
O’Reilly
</dc:publisher>

  
<dc:date>
2021
</dc:date>

  
<dc:language>
ger
</dc:language>

  
<dc:identifier
 
xsi:type=
"tel:URN"
>
urn:nbn:de:101:1-2021120203175644280690
</dc:identifier>

  
<dc:identifier
 
xsi:type=
"tel:URL"
>
http://nbn-resolving.de/urn:nbn:de:101:1-2021120203175644280690
</dc:identifier>

  
<dc:identifier
 
xsi:type=
"tel:ISBN"
>
978-3-96010-628-9
</dc:identifier>

  
<dc:identifier
 
xsi:type=
"tel:URL"
>
http://d-nb.info/1246880490/34
</dc:identifier>

  
<dc:identifier
 
xsi:type=
"tel:URL"
>
https://oreilly.de/produkt/ada-und-zangemann/
</dc:identifier>

  
<dc:identifier
 
xsi:type=
"dnb:IDN"
>
1246880490
</dc:identifier>

  
<dc:subject>
K
 
Kinder-
 
und
 
Jugendliteratur
</dc:subject>

  
<dc:type>
Online-Ressource
</dc:type>

  
<dc:relation>
http://d-nb.info/1244441430
</dc:relation>

</dc></recordData><recordPosition>
1
</recordPosition></record></records><echoedSearchRetrieveRequest><version>
1.1
</version><query>
tit=Zangemann
 
AND
 
jhr=2021
</query><xQuery
 
xmlns:xsi=
"http://www.w3.org/2001/XMLSchema-instance"
 
xsi:nil=
"true"
/><recordSchema>
oai_dc
</recordSchema></echoedSearchRetrieveRequest></searchRetrieveResponse>

```